# Hinnøya
Hinnøya (en same du Nord Idna Iinnasuolu) est la plus grande île de Norvège, Svalbard mis à part.

## Description
L'île est divisée entre les municipalités de Lødingen, Vågan, Hadsel, Sortland et Andøy dans le Nordland (un total de 5.400 habitants) et les municipalités de Tjeldsund, Kvæfjord et Harstad dans le Troms og Finnmark (un total de 27 473 habitants).
Les parties de l'île dépendant de Andøy, Sortland et Hadsel sont considérées comme appartenant aux Vesterålen, la région de Tjeldsund et Lødingen est rattachée à Lofoten ; la petite partie de Vågan qui se trouve sur Hinnøya appartient aux Lofoten, tandis que Kvæfjord et Harstad sont rattachées au Sør-Troms.
Les principales agglomérations sont Harstad, Lødingen, Borkenes et Sigerfjord.
Hinnøya est reliée au continent par le pont appelé Tjeldsund bru (longueur 1 007 m) qui franchit le détroit du Tjeldsund. Elle est aussi reliée à l'île de Langøya par le pont de Sortland (Sortlandsbru) et à l'île d'Andøya par l'Andøybrua. À l'ouest, le Raftsundbru la relie à Austvågøy. La liaison routière avec les Lofoten (« Lofast ») a été ouverte le 1er décembre 2007.

## Réserves naturelles
- Réserve naturelle d'Eikeland
- Réserve paysagère d'Eikefjelldalen
- Réserve naturelle de Forfjorddalen
- Réserve naturelle de Forfjorden

## Galerie

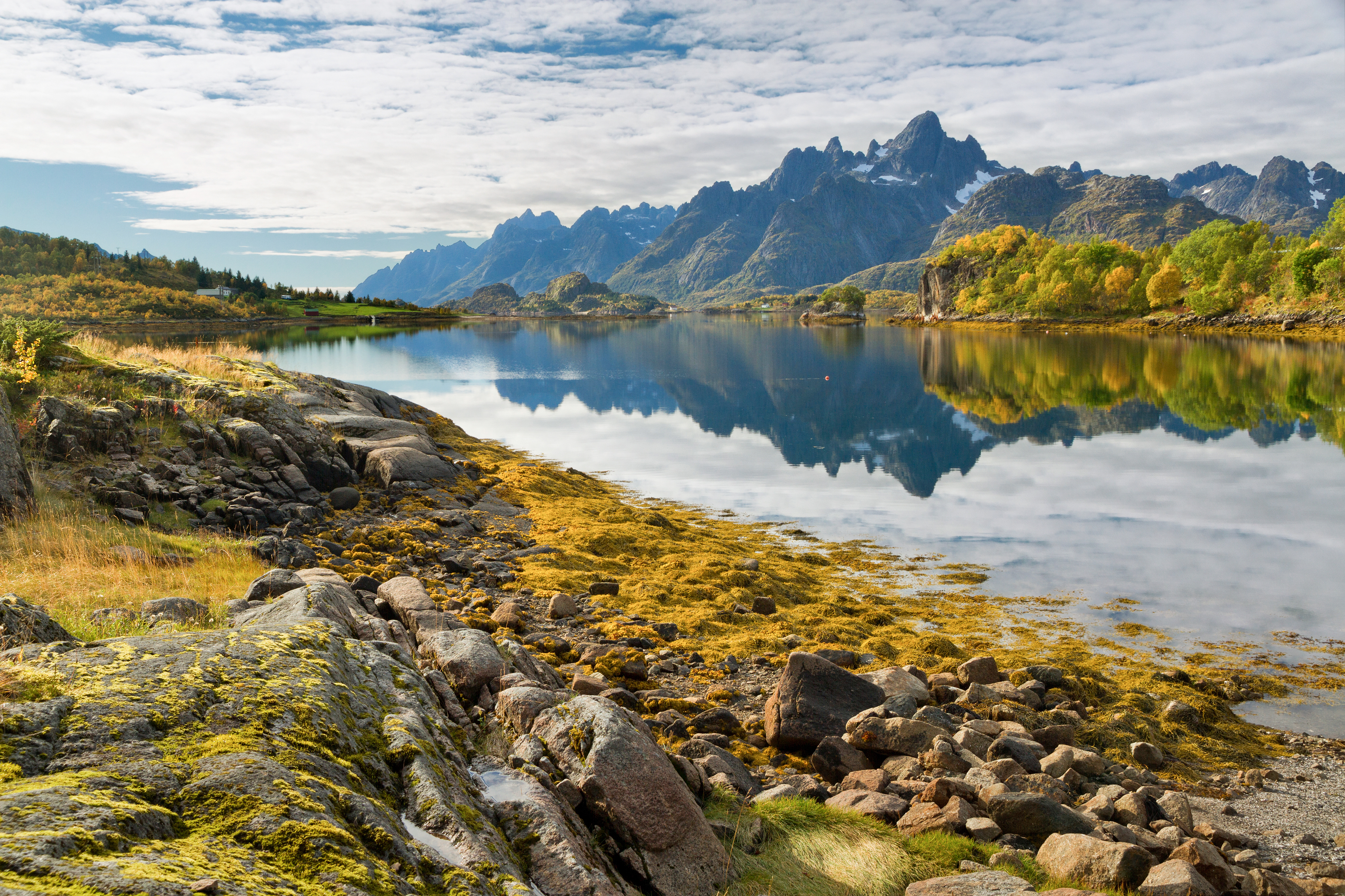
Les montagnes d'Austvågøya, avec le Trolltindan (pic du Troll) et Raftsundet, par-dessus l'Austvågøya à Hinnøya, dans l'après-midi.
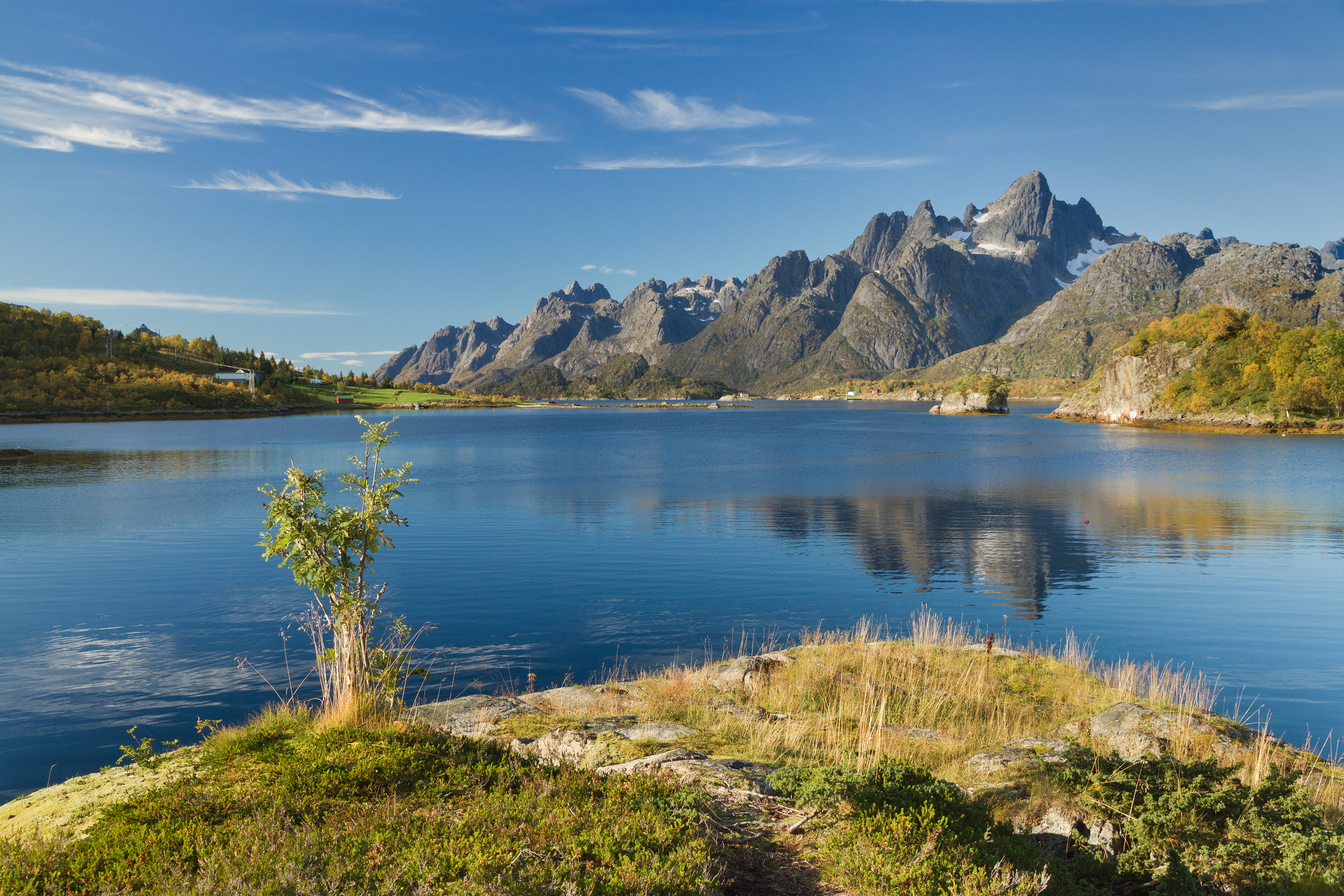
Le Raftsundet et les montagnes d'Austvågøya à travers le Tennfjorden (no) à Hinnøya.
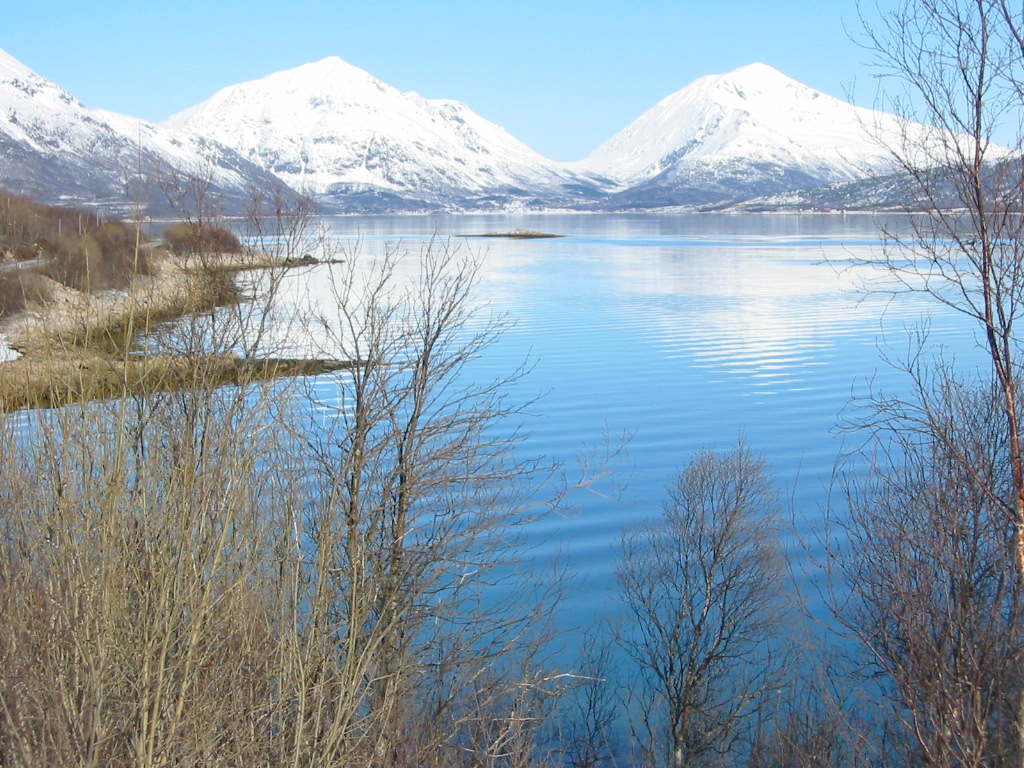
Hinnøya en avril, au nord de Lødingen

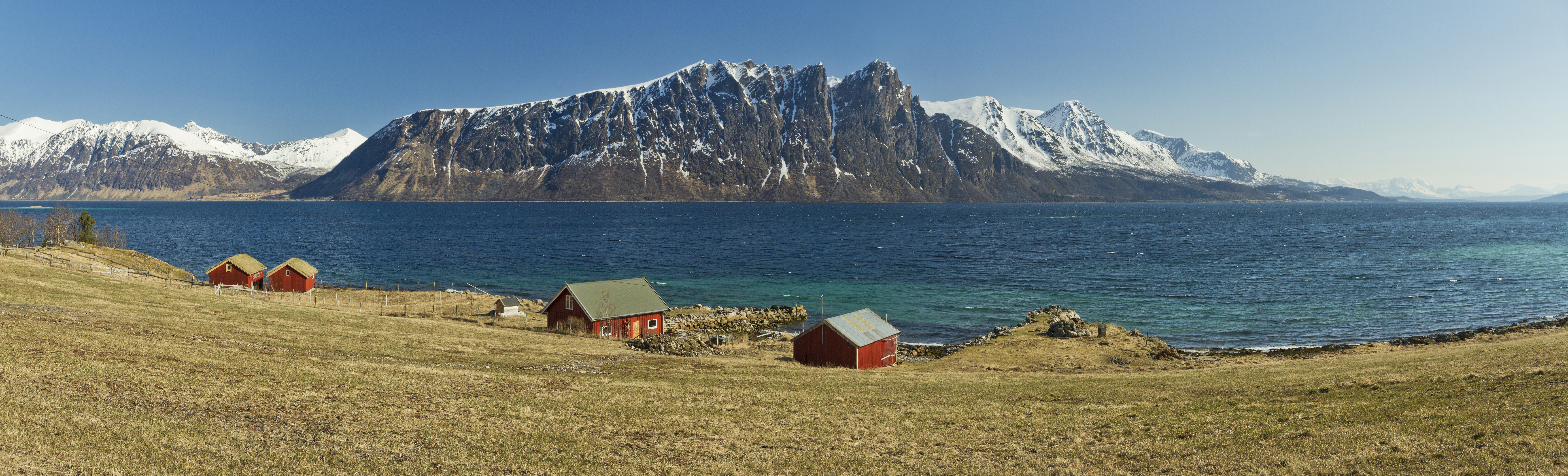
Hinnøya, autour de la baie de Toppsundet.